# Château de Toulhouët
Le château de Toulhouët (aussi orthographié Toulouët, Toulhouët ou Toulgoët) est un château situé sur la commune de La Vraie-Croix (Morbihan).

## Histoire
Le bâtiment actuel a été érigé vers 1610, remanié en 1667 et restauré au début du 17e siècle. Une chapelle privée du 13e siècle a été démolie. Appartenant à l'origine à la famille Larré, la seigneurie est passée dans les mains des Talhouët. En 1871, le château a été acquis par la famille Couëssin, puis par la famille De Finance, et ensuite en 1899 par Louis Simonnot, vice-président de la Chambre d'agriculture du Morbihan, qui y a réalisé d'importantes restaurations, notamment la création d'écuries. La famille Augustin est en propriétaire depuis 1977.
Un des anciens propriétaires du château, Louis de Talhouët de Bonamour, a été impliqué dans la conspiration de Pontcallec (1718-1719) et a été contraint de s'exiler en Espagne.

## Étymologie
Le nom Toulhouët vient des mots bretons toull (« trou ») et koad (« bois »), et signifie « Orée du bois ».

## Légendes
L'abbé François Duine, qui y a séjourné en 1900, a rapporté plusieurs croyances populaires concernant le château de Toulhouët dans un article paru dans la Revue des traditions populaires: diverses manifestations mystérieuses s'y dérouleraient (bruits, coups, chuchotements, apparitions nocturnes) dans certaines circonstances. 